# Caddo dentipalpus
Espèce
Synonymes
- Platybunus dentipalpus C. L. Koch & Berendt, 1854

Caddo dentipalpus est une espèce fossile d'opilions eupnois de la famille des Caddidae.

## Distribution
Cette espèce a été découverte dans de l'ambre en Pologne et en Allemagne. Elle date du Paléogène.

## Description
L'holotype décrit par Dunlop en 2006 mesure 2,3 mm.

## Classification
Cette espèce a été décrite sous le protonyme Platybunus dentipalpus par Carl Ludwig Koch et Georg Karl Berendt en 1854. Elle est placée dans le genre Caddo par Bishop et Crosby en 1924.

### Publication originale
- C. L. Koch & Berendt, 1854 : « Die im Bernstein befindlichen Crustaceen, Myriapoden, Arachniden und Apteren der Vorwelt. » Die in Berstein befindlichen Organischen Reste der Vorwelt, vol. 1, no 2, p. 1-124 (texte intégral).